# Piper chlorostachyum
Piper chlorostachyum är en pepparväxtart som beskrevs av C. Dc.. Piper chlorostachyum ingår i släktet Piper och familjen pepparväxter. Inga underarter finns listade i Catalogue of Life.